# Chrysotachina braueri
Chrysotachina braueri là một loài ruồi trong họ Tachinidae.